# Weinbaumuseum Au

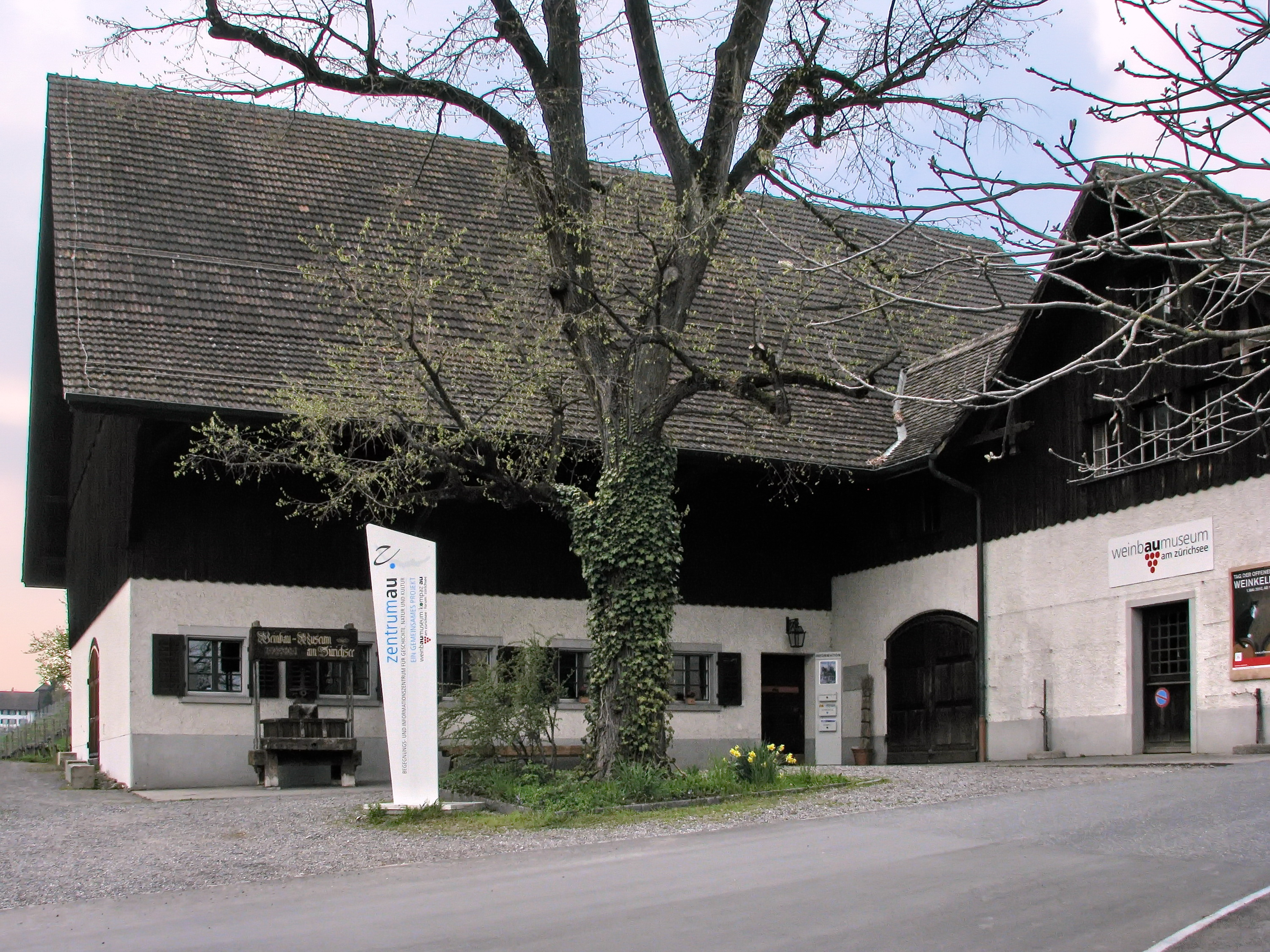
Das Weinbaumuseum Au

Das Weinbaumuseum Au im Ortsteil Au in Wädenswil ist das einzige Museum im Kanton Zürich, das sich vollumfänglich dem Thema Weinbau widmet. Das Museum wurde 1978 in einer zu diesem Zweck umgebauten Scheune am Fusse eines Rebbergs auf der Halbinsel Au eröffnet.
Das wichtigste Exponat ist die 12,5 Meter lange Baumpresse aus dem Jahr 1761, die bis 1945 in Betrieb war. Eine ebenfalls wertvolle Jochpresse datiert auf das Jahr 1636. Neben weiteren Pressen und Fuhrwerken sind auch zahlreiche kleinere historische Exponate rund um den Weinbau ausgestellt. Im Weinbaumuseum besteht auch die Möglichkeit, Wein zu degustieren oder zu erwerben sowie den zugehörigen Rebberg mit alter Hagelkanone zu besichtigen.